# Alouette d'Arabie
Eremalauda eremodites
Espèce
Statut de conservation UICN

 LC  : Préoccupation mineure
L'Alouette d'Arabie (Eremalauda eremodites) est une espèce de passereaux de la famille des Alaudidae.
Son aire fragmentée s'étend à travers la péninsule Arabique.